# سازند جیدگارد
سازند جیدگارد (به انگلیسی: Jydegaard Formation) یک سازند زمین‌شناسی، مربوط به دوره کرتاسه پیشین است. این سازند حدود ۱۴۵–۱۳۹ میلیون سال پیش ایجاد شده و هم‌اکنون در جزیره ای مربوط به برنهلم دانمارک قرار دارد. فسیل‌های مهره‌دارانی چون درومیسارویدیس و فلیدوزاروس در سازند جیدگارد کشف شده‌است.
| سرده          | گونه         | مکان        | فسیل‌ها                           | تصاویر |
| ------------- | ------------ | ----------- | -------------------------------- | ------ |
| درومیسارویدیس | بورنهولمنسیس | سازند روبدل | دو دندان فسیل شده مدفوع فسیل‌شده. |        |